# 黑鰭短吻獅子魚
黑鰭短吻獅子鱼，为輻鰭魚綱鮋形目杜父魚亞目狮子鱼科的其中一種。分布於北太平洋區，包括日本、鄂霍次克海、白令海等海域。

## 特徵
本魚體延長，尾鰭略凹入，體色為暗粉紅色，魚鰭及鰭膜黑色，腹部灰白色，鰓裂在整個胸鰭上方，背鰭軟條61至65枚；臀鰭軟條54至59枚，體長可達54公分。

## 生態
本魚為深海魚類，棲息在水深98至1270公尺的水域，生活習性不明。

## 經濟利用
可作為食用魚。

## 外部連結
- Froese, R. & Pauly, D. (eds.) (2011). Careproctus furcellus. FishBase. Version 2011-12.